# Biblioteca Anna Amalia
La Biblioteca della Duchessa Anna Amalia di Weimar (in tedesco Herzogin-Anna-Amalia-Bibliothek, in breve HAAB) fu fondata come biblioteca di corte dal duca Guglielmo Ernesto di Sassonia-Weimar.
In occasione del terzo centenario, nel 1991, la biblioteca ha assunto l'attuale denominazione in onore della duchessa Anna Amalia di Sassonia-Weimar-Eisenach, che fu la più grande sostenitrice della biblioteca. La biblioteca è famosa, tra le altre cose, per la sua Sala Rococò di forma ovale su tre livelli. Oggi è un centro di ricerca per storici della letteratura, soprattutto tedesca, e dell'arte. Nel 1998 è stata incluso nella lista dei Patrimoni dell’umanità dell'UNESCO come parte degli edifici denominati Weimar classica.

## Storia
La biblioteca fu fondata nel 1691 quando il duca Guglielmo Enersto decise di dare pubblico accesso alla sua collezione di libri, che all'epoca comprendeva 1400 volumi. Nei trent'anni successivi la consistenza della biblioteca raggiunse quota 11.000. Fino al 1766 la biblioteca si trovava nello Stadtschloss. In seguito fu trasferita nel cosiddetto Grünes Schloss, che era stato costruito tra il 1562 e il 1569 come residenza privata per il duca Giovanni Guglielmo, sotto la direzione di Nikolaus Gromann. Il nome Grünes Schloss (letteralmente castello verde) si deve probabilmente al colore del tetto. Nel 1706 il duca Guglielmo Ernesto nominò primo direttore della biblioteca Konrad Samuel Schurzfleisch.

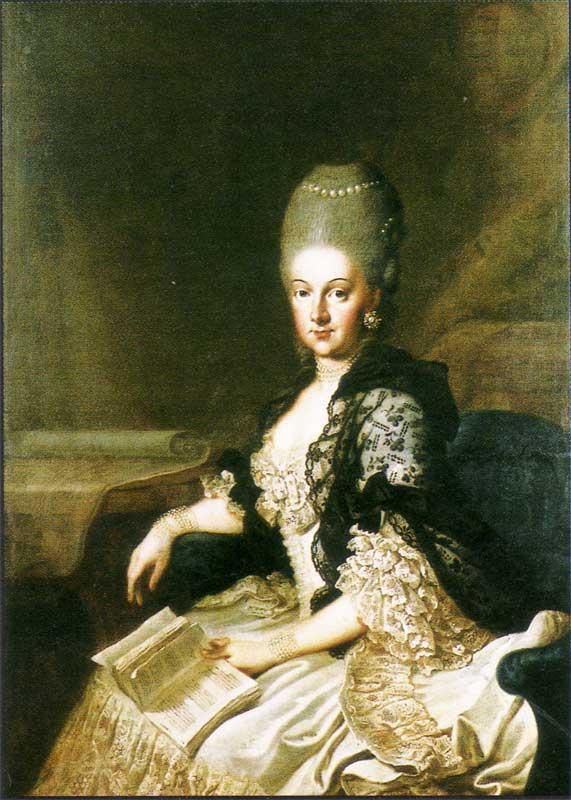
Anna Amalia, duchessa di Sassonia-Weimar-Eisenach (ritratto di Johann Ernst Heinsius, 1773)

Il nome Anna Amalia fu dato alla biblioteca solo nel 1991 in onore della duchessa Anna Amalia (1739–1807), durante il cui governo la biblioteca fu spostata, nell'anno 1766 nel Grünes Schloss, dove tuttora si trova.
Con il raggiungimento della maggiore età, il duca Carlo Augusto di Sassonia-Weimar-Eisenach, figlio di Anna Amalia, subentrò alla madre nel governo del ducato e commissionò l'ampliamento della biblioteca.

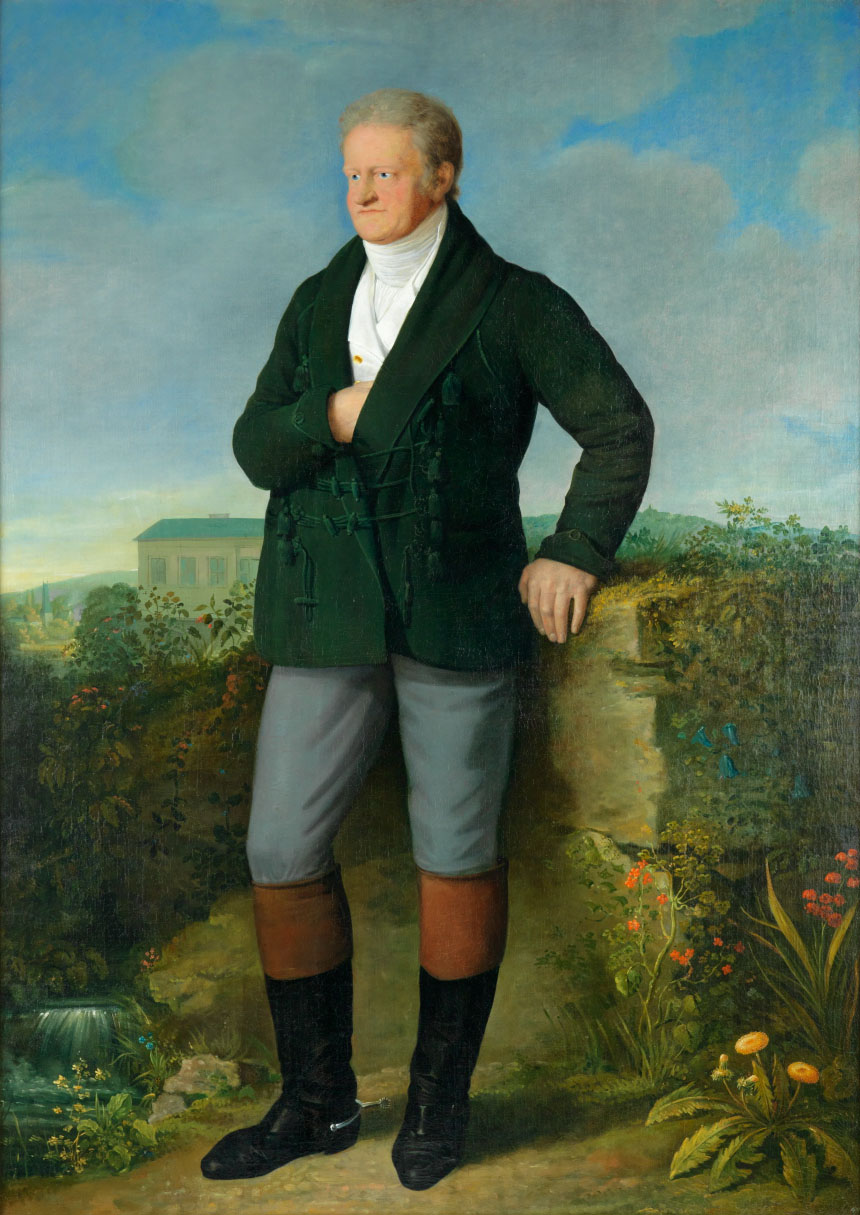
Carlo Augusto, granduca di Sassonia-Weimar-Eisenach (Ritratto di Ferdinand Jagemann, 1805)

Il duca Carlo Augusto dette nel 1797 la direzione della biblioteca a Johann Wolfgang von Goethe e a Christian Gottlob Voigt. Goethe restò direttore della biblioteca per trentacinque anni ininterrotti, fino alla sua morte. Durante la sua direzione la consistenza della biblioteca, che diventò una delle più importanti della Germania, arrivò a 80.000 volumi.
Sotto la direzione di Clemens Wenzeslaus Coudray, la torre della biblioteca venne ristrutturata e ingrandita tra il 1821 e il 1825. Nel 1849, in occasione del centenario della nascita di Goethe, l'edificio subì ulteriori interventi di ristrutturazione e ampliamento. A questi lavori si deve l'aspetto attuale del Grünes Schloss.

## L'incendio del 2004
La notte del 2 settembre 2004 un incendio divampato nella parte principale dell'edificio (il palazzo verde) ha distrutto 50.000 volumi, 12.500 dei quali sono andati irrimediabilmente perduti. La maggior parte degli esemplari più preziosi, come una Bibbia di Lutero del 1534 e la collezione degli scritti di Alexander von Humboldt, si sono salvati. In totale, grazie al lavoro di numerosi volontari, sono stati recuperati circa 62.000 volumi. Sono stati distrutti dal fuoco anche 37 dipinti del XVI-XVIII secolo.
Alcuni dei volumi danneggiati dall'acqua e dalla schiuma utilizzate per spegnere l'incendio sono stati congelati e inviati al Centro per la conservazione dei libri di Lipsia.
L'edificio è stato riaperto al pubblico nell'ottobre del 2007 con una collezione arricchita anche da donazioni di privati e di altre biblioteche. Tutti i volumi gravemente danneggiati sono elencati in un database online finalizzato al reperimento di nuove copie che possano sostituirli.